# Terraplane (Steve Earle)
Terraplane è il sedicesimo album in studio del cantautore statunitense Steve Earle, pubblicato nel 2015.

## Tracce
Testi e musiche di Steve Earle.
1. Baby Baby Baby (Baby) – 3:37
2. You're the Best Lover That I Ever Had – 4:07
3. The Tennessee Kid – 4:05
4. Ain't Nobody's Daddy Now – 2:29
5. Better Off Alone – 4:26
6. The Usual Time – 2:59
7. Go-Go Boots Are Back – 3:33
8. Acquainted with the Wind – 2:20
9. Baby's Just as Mean as Me – 2:35
10. Gamblin' Blues – 2:04
11. King of the Blues – 3:51